# American Film Institute Life Achievement Award
L'American Film Insititute Life Achievement Award va ser establert pel consell d'administració de l'American Film Institute (AFI) el 26 de febrer de 1973 per honrar a una persona individual per la seva contribució de tota una vida a enriquir la cultura estatunidenca a través del cinema i la televisió. El destinatari és seleccionat i homenatjat en una cerimònia anual, amb el premi lliurat per un mestre de cerimònies i, recentment, el destinatari de l'anterior premi.
Els patrons de l'AFI van especificar inicialment que "El destinatari ha de ser aquell que va avançar fonamentalment l'art del cinema i els èxits del qual havien estat reconeguts pels estudiosos del cinema, els crítics, els seus companys individuals i el públic en general". Els síndics també van precisar "Que el treball del destinatari ha d'haver resistit el pas del temps".

## Història del premi
El director John Ford va ser l'elecció unànime del consell d'administració per al primer premi, ja que "clarament és preeminent en la història del cinema".
El llavors president Richard Nixon va assistir al sopar de gala en què Ford va rebre el premi el 31 de març de 1973.
Més tard, el consell d'administració va modificar el requisit de la "prova del temps" per permetre que el premi AFI Life Achievement Award es presentés a persones amb carreres en actiu, com ara Steven Spielberg.
Lillian Gish va rebre l'AFI Life Achievement Award l'any 1984, amb 90 anys, convertint-se en la guanyadora més gran del premi; Mel Brooks va ser el guanyador masculí més gran, atorgat als 86 anys el 2013. Tom Hanks va ser guardonat amb l'AFI Life Achievement Award el 2002, convertint-se en el guanyador més jove del premi als 46 anys i Meryl Streep va ser la dona més jove, atorgat als 54 anys el 2004.
Dels 49 premiats, onze han estat dones: Bette Davis (la primera dona receptora), Lillian Gish, Barbara Stanwyck, Elizabeth Taylor, Barbra Streisand, Meryl Streep, Shirley MacLaine, Jane Fonda, Diane Keaton, Julie Andrews i Nicole Kidman.
El compositor John Williams va ser el primer guanyador del premi que no era actor ni director. També s'han premiat guionistes, però en tots els casos també eren actors, directors o totes dues coses.
L'acte de premi de Julie Andrews estava programat originalment per al 25 d'abril de 2020, amb una emissió el 7 de maig a TNT, però l'esdeveniment es va ajornar al 2021, a causa de la pandèmia de la COVID-19. Aquesta va ser la primera vegada que es retardava un esdeveniment del premi AFI Life Achievement Award. L'esdeveniment es va reprogramar per a l'11 de novembre de 2021, abans de ser ajornat per segona vegada el 4 d'octubre de 2021.
La cerimònia de Nicole Kidman estava programada originalment per al 10 de juny de 2023, però es va ajornar a causa de la vaga de guionista dels Estats Units de 2023. Kidman també és la primera actriu australiana a rebre el premi i la tercera actriu no estatunidenca a ser homenatjada després de les estrelles britàniques Elizabeth Taylor i Julie Andrews.

## Destinataris
L'American Film Institute ha atorgat el premi AFI Life Achievement Award a una persona cada any des de 1973. El 49è Premi es va lliurar a Nicole Kidman a Los Angeles el 27 d'abril de 2024. La cerimònia s'emetrà per TNT el 17 de juny i per TCM el 27 de juny de 2024.
| #    | Any         | Premiat           | Image       | Professió                  | Edat        | Data de la cerimònia | Xarxa       | Presentador/Amfitrió             |
| ---- | ----------- | ----------------- | ----------- | -------------------------- | ----------- | -------------------- | ----------- | -------------------------------- |
| 1    | 1973        | John Ford         |             | Director                   | 79          | 31 març 1973         | CBS         | Danny Kaye (amfitrió)            |
| 2    | 1974        | James Cagney      |             | Actor                      | 74          | 31 març 1974         | CBS         | Frank Sinatra (amfitrió)         |
| 3    | 1975        | Orson Welles      |             | Actor, director, guionista | 59          | 9 febrer 1975        | CBS         | Frank Sinatra (amfitrió)         |
| 4    | 1976        | William Wyler     |             | Director                   | 73          | 9 març 1976          | CBS         | Gregory Peck (amfitrió)          |
| 5    | 1977        | Bette Davis       |             | Actriu                     | 68          | 1 març 1977          | CBS         | Jane Fonda (amfitrió)            |
| 6    | 1978        | Henry Fonda       |             | Actor                      | 72          | 15 març 1978         | CBS         | N/D                              |
| 7    | 1979        | Alfred Hitchcock  |             | Director                   | 79          | 7 març 1979          | CBS         | Ingrid Bergman (amfitrió)        |
| 8    | 1980        | James Stewart     |             | Actor                      | 71          | 16 març 1980         | CBS         | Henry Fonda (amfitrió)           |
| 9    | 1981        | Fred Astaire      |             | Actor                      | 81          | 10 abril 1981        | CBS         | David Niven (amfitrió)           |
| 10   | 1982        | Frank Capra       |             | Director                   | 84          | 4 març 1982          | CBS         | James Stewart (amfitrió)         |
| 11   | 1983        | John Huston       |             | Actor, director, guionista | 76          | 3 març 1983          | CBS         | Lauren Bacall (amfitrió)         |
| 12   | 1984        | Lillian Gish      |             | Actriu                     | 90          | 1 març 1984          | CBS         | Douglas Fairbanks Jr. (amfitrió) |
| 13   | 1985        | Gene Kelly        |             | Actor, director            | 72          | 7 març 1985          | CBS         | Shirley MacLaine (amfitrió)      |
| 14   | 1986        | Billy Wilder      |             | Director, guionista        | 79          | 6 març 1986          | NBC         | Jack Lemmon (amfitrió)           |
| 15   | 1987        | Barbara Stanwyck  |             | Actriu                     | 79          | 9 abril 1987         | ABC         | Jane Fonda (amfitrió)            |
| 16   | 1988        | Jack Lemmon       |             | Actor                      | 63          | 10 març 1988         | CBS         | Julie Andrews (amfitrió)         |
| 17   | 1989        | Gregory Peck      |             | Actor                      | 72          | 9 març 1989          | NBC         | Audrey Hepburn (amfitrió)        |
| 18   | 1990        | David Lean        |             | Director, guionista        | 82          | 8 març 1990          | ABC         | Gregory Peck (amfitrió)          |
| 19   | 1991        | Kirk Douglas      |             | Actor                      | 74          | 7 març 1991          | CBS         | Michael Douglas (amfitrió)       |
| 20   | 1992        | Sidney Poitier    |             | Actor, director            | 65          | 12 març 1992         | NBC         | Harry Belafonte (amfitrió)       |
| 21   | 1993        | Elizabeth Taylor  |             | Actriu                     | 61          | 11 març 1993         | ABC         | Carol Burnett (amfitrió)         |
| 22   | 1994        | Jack Nicholson    |             | Actor                      | 56          | 3 març 1994          | CBS         | Mike Nichols                     |
| 23   | 1995        | Steven Spielberg  |             | Director                   | 48          | 2 març 1995          | NBC         | Sidney Sheinberg                 |
| 24   | 1996        | Clint Eastwood    |             | Actor, director            | 65          | 29 febrer 1996       | ABC         | Steven Spielberg                 |
| 25   | 1997        | Martin Scorsese   |             | Director, guionista        | 54          | 20 febrer 1997       | CBS         | Gregory Peck                     |
| 26   | 1998        | Robert Wise       |             | Director                   | 83          | 19 febrer 1998       | NBC         | Julie Andrews                    |
| 27   | 1999        | Dustin Hoffman    |             | Actor                      | 61          | 18 febrer 1999       | ABC         | Jack Nicholson                   |
| 28   | 2000        | Harrison Ford     |             | Actor                      | 57          | 17 febrer 2000       | CBS         | George Lucas & Steven Spielberg  |
| 29   | 2001        | Barbra Streisand  |             | Actriu, directora          | 58          | 22 febrer 2001       | Fox         | Sidney Poitier                   |
| 30   | 2002        | Tom Hanks         |             | Actor                      | 46          | 24 juny 2002         | USA Network | Steven Spielberg                 |
| 31   | 2003        | Robert De Niro    |             | Actor                      | 59          | 12 juny 2003         | USA Network | Martin Scorsese                  |
| 32   | 2004        | Meryl Streep      |             | Actriu                     | 54          | 21 juny 2004         | USA Network | Mike Nichols                     |
| 33   | 2005        | George Lucas      |             | Director, guionista        | 61          | 9 juny 2005          | USA Network | Steven Spielberg                 |
| 34   | 2006        | Sean Connery      |             | Actor                      | 75          | 8 juny 2006          | USA Network | Harrison Ford                    |
| 35   | 2007        | Al Pacino         |             | Actor                      | 67          | 7 juny 2007          | USA Network | Sean Penn                        |
| 36   | 2008        | Warren Beatty     |             | Actor, director, guionista | 71          | 12 juny 2008         | USA Network | Al Pacino                        |
| 37   | 2009        | Michael Douglas   |             | Actor                      | 64          | 11 juny 2009         | TV Land     | Jack Nicholson                   |
| 38   | 2010        | Mike Nichols      |             | Director                   | 78          | 10 juny 2010         | TV Land     | Meryl Streep                     |
| 39   | 2011        | Morgan Freeman    |             | Actor                      | 74          | 9 juny 2011          | TV Land     | Clint Eastwood                   |
| 40   | 2012        | Shirley MacLaine  |             | Actriu                     | 78          | 7 juny 2012          | TV Land     | Meryl Streep                     |
| 41   | 2013        | Mel Brooks        |             | Actor, director, guionista | 86          | 15 juny 2013         | TNT         | Martin Scorsese                  |
| 42   | 2014        | Jane Fonda        |             | Actriu                     | 76          | 13 juny 2014         | TNT         | Michael Douglas                  |
| 43   | 2015        | Steve Martin      |             | Actor, guionista           | 69          | 4 juny 2015          | TBS         | Mel Brooks                       |
| 44   | 2016        | John Williams     |             | Compositor                 | 84          | 9 juny 2016          | TNT         | Steven Spielberg                 |
| 45   | 2017        | Diane Keaton      |             | Actriu                     | 71          | 8 juny 2017          | TNT         | Woody Allen                      |
| 46   | 2018        | George Clooney    |             | Actor, director, guionista | 57          | 7 juny 2018          | TNT         | Shirley MacLaine                 |
| 47   | 2019        | Denzel Washington |             | Actor                      | 64          | 6 juny 2019          | TNT         | Spike Lee                        |
| 2020 | NO CONCEDIT | NO CONCEDIT       | NO CONCEDIT | NO CONCEDIT                | NO CONCEDIT | NO CONCEDIT          | NO CONCEDIT | NO CONCEDIT                      |
| 2021 | NO CONCEDIT | NO CONCEDIT       | NO CONCEDIT | NO CONCEDIT                | NO CONCEDIT | NO CONCEDIT          | NO CONCEDIT | NO CONCEDIT                      |
| 48   | 2022        | Julie Andrews     |             | Actriu                     | 86          | 9 juny 2022          | TNT         | Carol Burnett                    |
| 2023 | NO CONCEDIT | NO CONCEDIT       | NO CONCEDIT | NO CONCEDIT                | NO CONCEDIT | NO CONCEDIT          | NO CONCEDIT | NO CONCEDIT                      |
| 49   | 2024        | Nicole Kidman     |             | Actriu                     | 56          | 27 abril 2024        | TNT         | Meryl Streep                     |